# تقوی: ترس یک مرد از خدا
تقوی: ترس یک مرد از خدا (ترکی استانبولی: Takva) فیلمی در ژانر درام به کارگردانی Özer Kızıltan است که در سال ۲۰۰۶ منتشر شد. از بازیگران آن می‌توان به ارکان جان، گیون کیراچ، و انگین گونایدین اشاره کرد.